# 5565 Ukyounodaibu
5565 Ukyounodaibu eller 1991 VN2 är en asteroid i huvudbältet som upptäcktes den 10 november 1991 av de båda japanska astronomerna Akira Natori och Takeshi Urata vid Yakiimo-observatoriet. Den är uppkallad efter Kenreimon-in Ukyounodaibu.
Asteroiden har en diameter på ungefär 12 kilometer.